# AdBlue

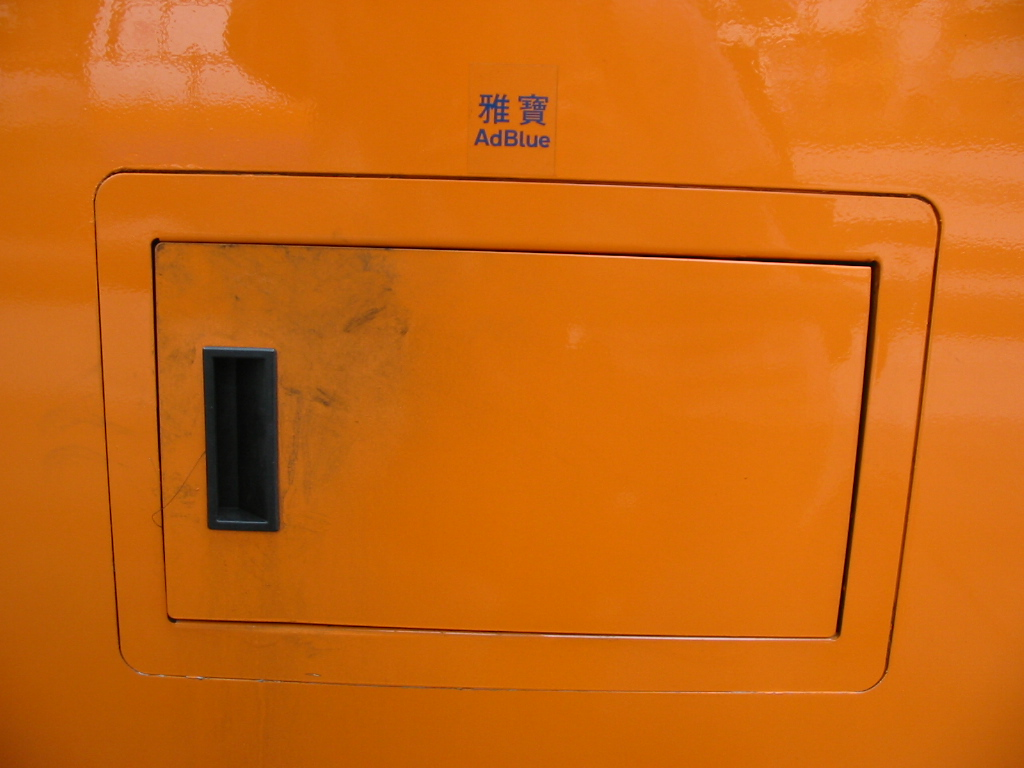
Dipòsit d'AdBlue d'un autobús

 AdBlue  és la marca registrada del producte AUS32 (dissolució d'urea al 32,5%), utilitzat per reduir les emissions d'òxids de nitrogen (NOx) causades pels escapaments dels vehicles dièsel, mitjançant un procés anomenat reducció catalítica selectiva (SCR, segons les seves sigles en anglès). Com suggereix el mateix nom AUS32 (Aqueous Urea Solution  en anglès), el producte és una dissolució d'urea d'alta puresa en aigua desmineralitzada. És clar, no és tòxic i és segur de manipular. En canvi pot resultar corrosiu per a alguns metalls, i s'han d'utilitzar els materials adequats per al seu transport i emmagatzematge. AdBlue és una marca registrada de l'Associació Alemanya de la Indústria de l'Automòbil (VDA), que garanteixen el compliment dels estàndards de qualitat segons les especificacions recollides en l'ISO 22241.

## Ús
El AdBlue l'utilitzen els vehicles equipats amb tecnologia SCR, en què el producte és emmagatzemat en un dipòsit exclusiu. El consum d'AdBlue equival a un 3-5% del consum de combustible. Aquesta baixa dosificació permet espaiar les provisions de combustible i minimitzar l'impacte que produeix en el xassís un dipòsit addicional. Els sistemes SCR estan actualment en ús a Europa, Japó, Austràlia, Hong-Kong, Taiwan, Corea, Nova Zelanda i Singapur. La legislació en 2010 de l'Agència de Protecció Mediambiental dels Estats Units (la  United States Environmental Protection Agency) limitarà les emissions de NOx a nivells que faran necessària la tecnologia SCR per als camions d'Amèrica del Nord. El nom genèric que se li dona al producte AUS32 a Amèrica del Nord és DEF (sigles de  dièsel exhaust fluid). Alguns proveïdors d'equipaments per a la indústria del transport han desenvolupat marques pròpies de sistemes SCR, com el Bluetec de Daimler.
Tots els fabricants europeus de camions estan traient al mercat models equipats amb SCR, i la futura normativa sobre emissions Euro VI suposarà una major demanda d'aquesta tecnologia a Europa. Els sistemes SCR són molt sensibles a possibles impureses químiques en la dissolució d'urea, pel que és essencial complir les elevades exigències de qualitat del AdBlue recollides en la norma ISO 22241.
L'ús de la tecnologia SCR a Europa ha fet necessària la creació d'una infraestructura de subministrament d'AdBlue. L'AdBlue està disponible en milers d'estacions de servei; aquest s'actualitza tots els mesos incorporant els nous punts de venda d'AdBlue a l'menor
. Es pot adquirir igualment en garrafes de 5 o 10 litres, o en quantitats més grans, per exemple bidons de 210 litres, contenidors IBC (Intermediate Bulk Containers) de 1.000 litres, o en granel.

## Normativa
Inicialment l'especificació tècnica va ser recollida en la norma DIN 70070. El 2006 va arribar la norma ISO 22241 vigent a tot el món. A més de les especificació tècnica del producte, l'ISO 22241 recull els mètodes d'anàlisi de mostres, així com els requisits per a la manipulació, el transport i l'emmagatzematge d'AdBlue.